# Felipe Mattioni Rohde
Felipe Mattioni Rohde (Ijuí, 15 oktober 1988) - alias Felipe - is een Braziliaanse profvoetballer die zowel op het middenveld als in de verdediging uit de voeten kan.

## Clubcarrière

### Grêmio
Felipe werd in 2004 opgenomen in de jeugdopleiding van Grêmio. In 2007 werd hij overgeheveld naar het eerste elftal, aan spelen kwam hij dat seizoen niet toe. Na het staatskampioenschap Campeonato Gaúcho in 2008 mocht zijn debuut maken in een met 2-0 gewonnen wedstrijd tegen Náutico. Vervolgens bemachtigde hij een basisplaats en kwam hij dat seizoen tijdens negentien duels binnen de lijnen. Aanvankelijk begon hij centraal op het middenveld, later kwam hij voornamelijk op de rechtsbackpositie terecht.

### AC Milan
Gremio verhuurde Felipe in januari 2009 voor een half jaar aan AC Milan, dat een optie tot koop bedong. Door de Italiaanse komaf van zijn voorouders, is Felipe in bezit van een Italiaans paspoort. en waren de Europese regels voor een speler van buiten de EU niet van toepassing op hem . Door zijn komst werd hij op dat moment de zesde Braziliaanse speelgerechtigde voetballer in de selectie van AC Milan. Door blessures kwam hij niet meer dan eenmaal in actie voor de club. Na zijn huurperiode besloot Milan om de aankoopoptie niet te lichten. Felipe keerde daarop terug naar Grêmio, waardoor hij daarna werd verhuurd aan RCD Mallorca.

### Terugkeer naar Brazilië
In mei 2010 besloot Mallorca om Felipe permanent te contracteren voor een bedrag van circa €2 miljoen. De club had echter financiële problemen en de deal ging niet door. Hij tekende vervolgens bij competitiegenoot Espanyol. Door langdurig blessureleed kwam hij in vijf jaar tot slechts 13 competitieoptredens voor de club. In 2015 tekende hij bij Everton, dat hem gelijk verhuurd aan Doncaster Rovers waar hij een handvol wedstrijden speelde. Aan het einde van het seizoen liep zijn contract af en keerde hij vervolgens terug naar Brazilië. Hij ging aan de slag bij Boa EC, destijds uitkomend in de Série B. Deze club verruilde hij in oktober 2017 voor Veranópolis ECRC.